# 妞妞 (撲克牌)
妞妞（牛牛），是一種流行於越南、臺灣、中國福建、兩廣的撲克牌遊戲。妞妞玩法簡單，五張撲克牌分前兩張、後三張，後三張湊成十的倍數成為第一個「妞」，前兩張相加的個位數拿來跟莊家比大小，若相加後超過八，且贏過別人，賭金乘以2倍，相加等於十的倍數成為第二個「妞」，就可以乘上3倍，若手上五張牌都是J、Q、K，則是5倍賭金，因為通常用兩副牌玩，且翻牌就定輸贏，若以基本押注一千元、上限兩千元來算，加上外插玩法，很容易就輸四萬上下。

## 發源
由於妞妞在中國與越南都極為盛行，妞妞的發源地无从稽考，有賭客說妞妞的發源地是中國福建等地區（知名刑警高仁和稱發源於廈門），傳入越南，又由越南新娘傳入新北市林口、新莊、樹林、板橋一帶，而後傳遍全臺。另一種說法是剛好相反，妞妞發源地是越南，故妞妞在越南新娘中流行，傳入臺灣，又透過臺商與大陸新娘傳回廣東、福建，此種賭博盛行於臺灣，逐漸取代天九、推筒子、梭哈、十三張等，因為輸贏快、變化多，易讓賭客陷入「很快贏回來」的迷思，變成賭場最愛。

## 玩法
一人作莊，其餘每人先下賭注，稱為閒家。莊家、閒家皆可拿五張牌，要自行分為「組牌」三張，「點數牌」兩張。
J、Q、K稱為「人頭」（廣東稱「公仔」，臺灣人稱「尪仔頭」、「穿西裝的」或「千歲爺」、「王爺公」），算十點，其餘皆依照牌本身的點數計算，只要其中三張牌（組牌）的點數加起來是十的倍數稱為「有妞」，即十點（三張牌之中不會有9、10、J、Q、K，三張牌之和等於十點的組合只有AA8、A27、A36、A45、226、235、244、334）、二十點（三張牌的其中一張牌是10、J、Q、K，三張牌之和等於二十點的配搭則為A9、28、37、46、55，其餘組合是992、884、776、668、578、569、479、389）、三十點（三張牌只能由10、J、Q、K組成）。閒家「有妞」者可與莊家比較牌型，如勝過莊家，即可向莊家索償。無妞者則需付出注金。

### 牌型計算
「有妞」者可以計算另外兩張牌（點數牌）的點數，十至二十點則取零頭，即取個位而不取十位，最終妞數不能超過十點，如16點為妞六、12點為妞二。
妞數為零的牌型如下。
- 妞妞：點數牌兩張和為10的倍數，即為「妞妞」，依遊戲類型索取倍數注金，一般為2倍最高有到5倍。

- 五妞：（組牌、點數牌）皆為「妞」，稱為「五妞」（粵語稱「五公」，臺語稱「五府王爺」、「五府千歲」[6]，即五王）

## 特殊玩法
- 妞妞：效仿德州撲克，有二或三張牌是「公共牌」，大家都必須使用。一人只發二或三張牌，必須自己與「公共牌」組合。  [來源請求]
- 可以把J、Q、K牌拿掉，剩下1~10點。